# Breast Fest Film Festival
breast Fest Film Festival é um festival anual de cinema organizada pelo Rethink Breast awareness, em Toronto, no Canadá e dedicado à consciência do cancro da mama.  As vitrinas multi-plataforma festival de filmes que cobrem o espectro emocional da doença.